# Sennoie (Krasnoiarsk)
|  | Per a altres significats, vegeu «Sennoie». |

Sennoie (en rus: Сенное) és un poble del krai de Krasnoiarsk, a Rússia, segons el cens del 2010 tenia 60 habitants. Pertany al districte municipal d'Àban.